# Arrondissement Nivelles
Arrondissement Nivelles (francouzsky: Arrondissement de Nivelles; nizozemsky: Arrondissement Nijvel) je jediný arrondissement (okres) v provincii Valonský Brabant v Belgii.
Jedná se o politický a zároveň soudní okres.

## Historie
Před rokem 1995 byl okres Nivelles součástí provincie Brabant

## Obyvatelstvo
Počet obyvatel k 1. lednu 2017 činil 399 123 obyvatel. Rozloha okresu činí 1 090,56 km².

## Obce
Okres Nivelles sestává z těchto obcí:
- Beauvechain
- Braine-l’Alleud
- Braine-le-Château
- Chastre
- Chaumont-Gistoux
- Court-Saint-Etienne
- Genappe
- Grez-Doiceau
- Hélécine
- Incourt
- Ittre
- Jodoigne
- La Hulpe
- Lasne
- Mont-Saint-Guibert
- Nivelles
- Orp-Jauche
- Ottignies-Louvain-la-Neuve
- Perwez
- Ramillies
- Rebecq
- Rixensart
- Tubize
- Villers-la-Ville
- Walhain
- Waterloo
- Wavre